# Łęgu
Łęgu, właśc. Wiktor Burchard (ur. 19 stycznia 2000 w  Łodzi) – polski raper, wokalista, autor tekstów, producent muzyczny.

## Ogólne informacje

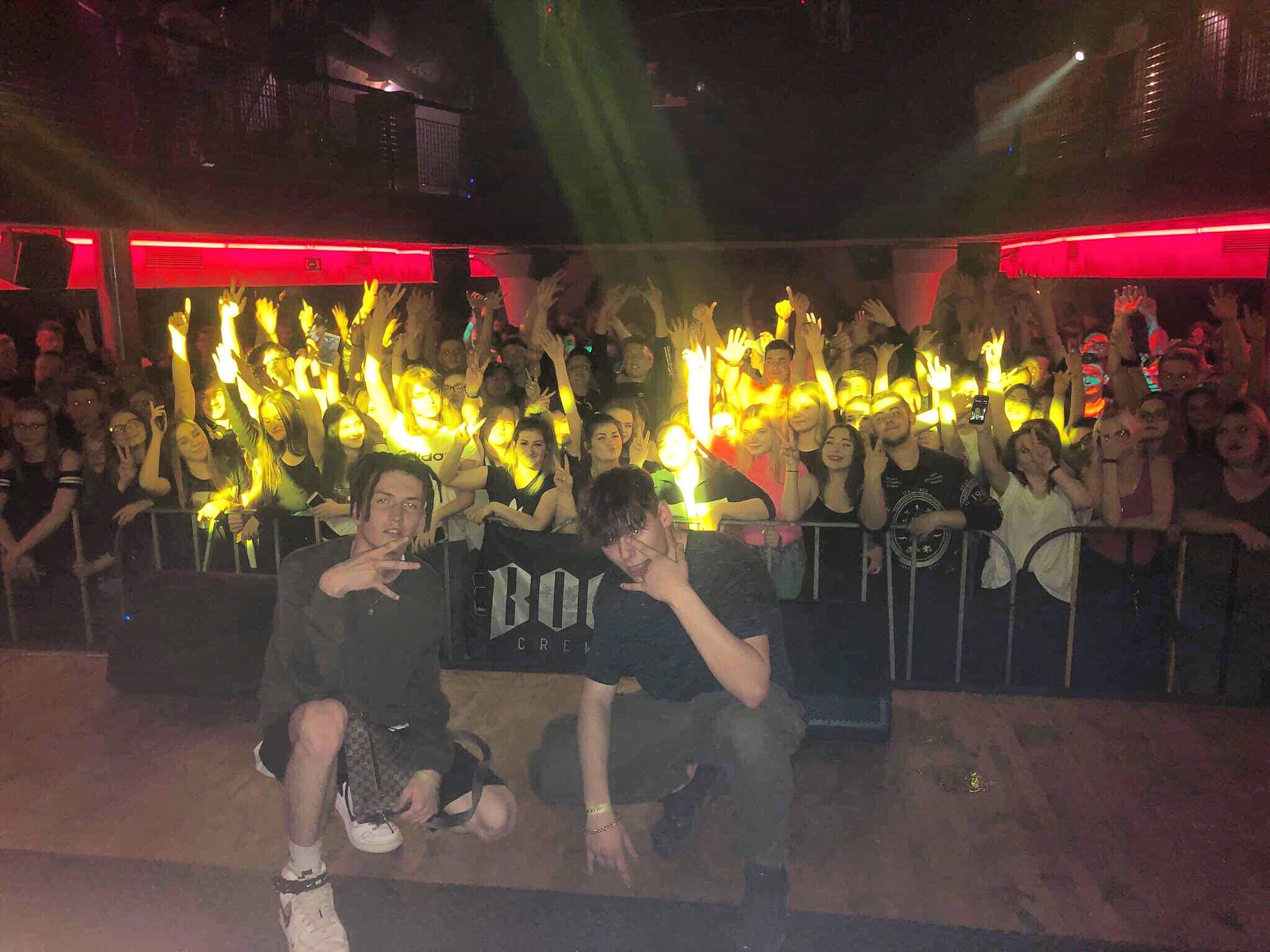
Łęgu (po lewej) podczas koncertu w Radomiu - 2019

Łęgu swoje pierwsze nagrania udostępniał już w 2012 roku. Największą popularność zawdzięcza wydanemu na SoundCloudzie w 2019 roku utworowi „PIXA 4”, który przez pewien czas dosłownie zawładnął internetem. Ten numer stał się też pierwszym legalnym wydaniem Łęga. Wprowadził niespotykane dotąd na polskiej scenie połączenie agresywnego, wulgarnego rapu na hardstylowych bitach o tematyce ściśle skupionej wokół narkotyków, któremu sam nadał określenie "Hard-rap". Pół roku po sukcesie „PIXY 4” raper wydał piątą część serii, a następnie singiel "Styl Życia Mefedron" z gościnnym udziałem Tomcia. Raper od 2017 roku ściśle współpracuje z producentem Jaskierem, którego bity można usłyszeć w większości jego utworów.

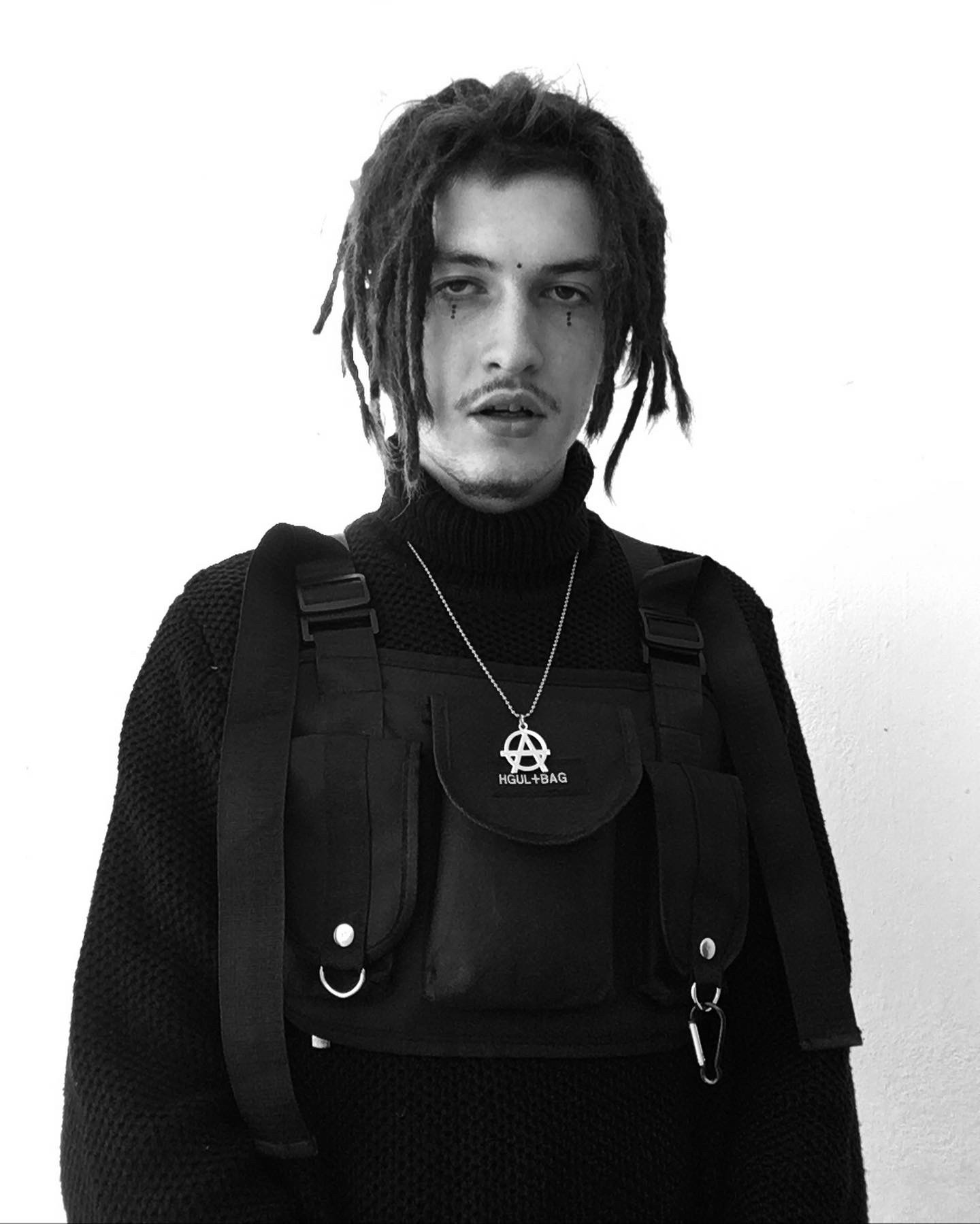
Łęgu (zdjęcie z 2020 roku)

### Stylistyka
Raper na przestrzeni lat 2018-2020 rozwinął swoją twórczość o kilka innych gatunków muzycznych. Aktualnie Łęgu, oprócz rapu, nagrywa utwory techno, trapowe, rap metalowe oraz produkuje muzykę elektroniczną pod pseudonimem "DJ Gob Lean".
Najbardziej kojarzony z nim jest rytmiczny powtarzający się styl, wypełniony oryginalnymi ad-libami, który możemy usłyszeć w numerach takich jak „Wampir” czy „xan”.

### Kstyk
Łęgu swoją legalną karierę rozpoczął niedługo po tym gdy "PIXA 4" pojawiła się na jednym ze streamów Kstyka 7 stycznia 2020 roku. Niedługo po tym podpisał umowę z wytwórnią Kstyka o hosting na platformy cyfrowe. Właściwie dostał wtedy możliwość rozpoczęcia legalnego wydawania muzyki.

## Osiągnięcia
Dotychczasowym największym osiągnięciem rapera jest pojawienie się na 4-tym miejscu składanki "Polska - viral 50" - playliście 50 najpopularniejszych utworów w Polsce wg Spotify, na której pojawiają się najczęściej odtwarzane utwory w danym miesiącu na tej platformie. Łęgu pojawił się na niej ze swoim utworem "PIXA 4" w marcu 2020 roku.

## Dyskografia
| Tytuł         | Rodzaj wydania | Rok wydania |
| ------------- | -------------- | ----------- |
| Self Titled   | Mixtape        | 2020        |
| flfnuntitled  | LP             | 2019        |
| FLFNSEASON    | LP             | 2018        |
| #orange_rower | Mixtape        | 2017        |
| GELANDE$WAGEN | LP             | 2015        |

## Single
| Tytuł                                                         | Rok wydania |
| ------------------------------------------------------------- | ----------- |
| Styl Życia Mefedron (feat. Tomcio)                            | 2020        |
| NURZ BLISKO SZYJI                                             | 2020        |
| Wampir (feat. Partycja)                                       | 2020        |
| Nowoczesna Europejska Potańcówka (feat. Jaskier, Szajbuz RSR) | 2020        |
| Ballin'                                                       | 2019        |
| 3AM                                                           | 2018        |

## DJ Gob Lean
"DJ Gob Lean" to pseudonim używany przez Łęga przy produkcji muzyki elektronicznej / EDM. Swój pierwszy utwór wydał w 2019 roku. W roku 2020 na jego SoundCloudzie pojawiło się kilka następnych produkcji, na których wokalnie występuje 4rrxw, czy Partycja. We wrześniu na Spotify Gob Lean'a pojawił się pierwszy singiel z debiutanckiego albumu "Blood Rain", nad którym obecnie pracuje - "Bohomoled".